# Макао (полуостров)

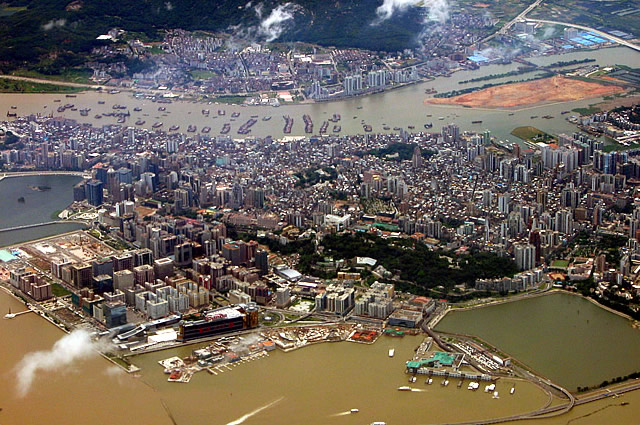
Фото 2004 года

Полуостров Макао (кит. 澳門半島, порт. Península de Macau) — историческая и наиболее населённая часть Макао.

## Описание
Полуостров имеет площадь 8,5—9,3 км² (по разным способам подсчёта, так как площадь полуострова постепенно и непрерывно увеличивается — в начале XX века она была всего 3,2 км²) и население около 504 300 человек (2013 год), плотность — 54 226—59 329 человек на квадратный километр. В прошлом являлся островом, но из-за непрерывного выноса донных отложений Жемчужной рекой постепенно превратился в полуостров. С севера граничит с китайской провинцией Гуандун (городской округ Чжухай), с запада омывается водами эстуария Жемчужной реки, с юга через пролив шириной более полутора километров соединён тремя мостами — Дружбы, Губернатора Нобре де Карвальо и Сай Ван — с островом Тайпа, с востока омывается Южно-Китайским морем. Высшая точка полуострова находится на высоте 90 метров над уровнем моря, на этом холме с XVII века стоит форт Гуйя.

## Административное деление
Полуостров разделён на пять фрегезий (приходов). Ни один из этих районов не имеет собственной власти, поэтому данное деление носит символический характер.
| Название                    | На карте Макао | Площадь (март 2016), км² | Население (2013), тыс. чел. | Плотность, чел/км² |
| --------------------------- | -------------- | ------------------------ | --------------------------- | ------------------ |
| Приход Богоматери Фатимской |                | 3,2                      | 237,5                       | 74 219             |
| Приход Святого Антония      |                | 1,1                      | 129,8                       | 118 000            |
| Приход Святого Лазаря       |                | 0,6                      | 33,1                        | 55 167             |
| Приход Се                   |                | 3,4                      | 52,2                        | 15 353             |
| Приход Святого Лоренцо      |                | 1                        | 51,7                        | 51 700             |

## Достопримечательности
См. также Список исторических зданий и сооружений Макао
- Исторический центр Макао[англ.] — расположен по большей части на полуострове, внесён в список Всемирного наследия в 2005 году.
- Пограничные ворота[англ.] — крайняя северная точка Макао; отделяют этот район от континентального Китая; построены в 1849 году.
- Сенатская площадь[англ.]
- Храм А-Ма[англ.] — построен в 1488 году.
- Церковь Святого Доминика[англ.] — построена в 1587 году.
- Старое протестантское кладбище[англ.] — работает с 1821 года.
- Башня Макао — имея высоту 338 метров, является самым высоким сооружением Макао и 18-м по высоте сооружением Китая; а также занимает 19-ю строчку в списке самых высоких телевизионных башен мира.
- Руины Святого Павла — руины церкви, построенной в 1640 году и уничтоженной пожаром в 1835 году.

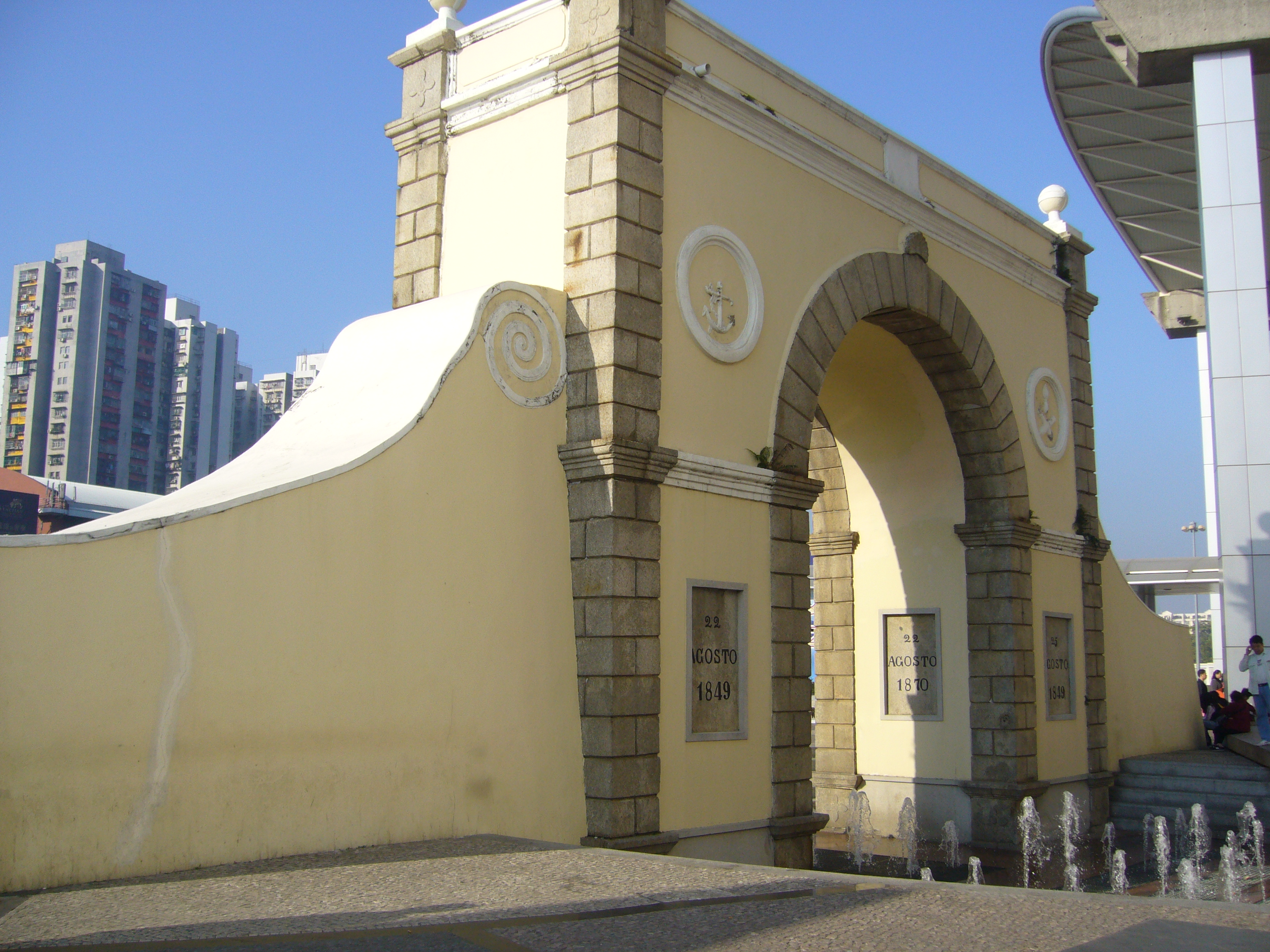
Пограничные ворота[англ.]
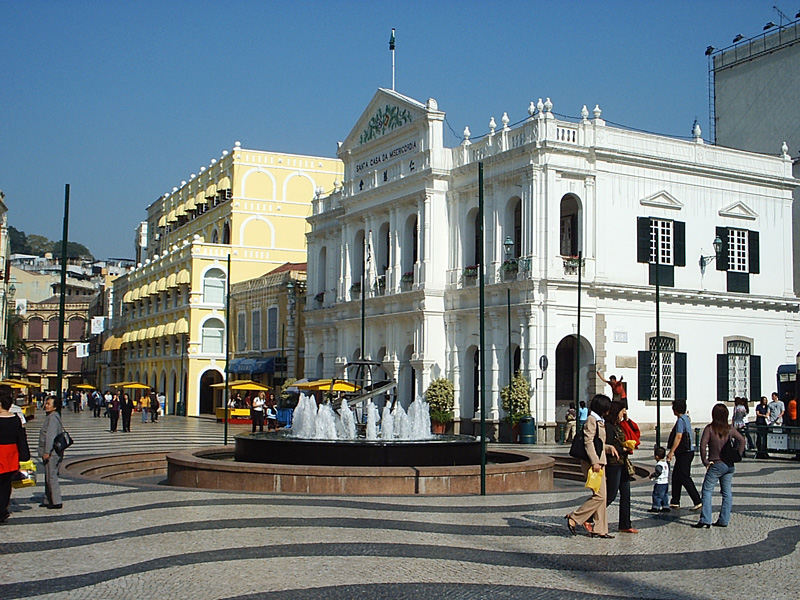
Сенатская площадь[англ.]
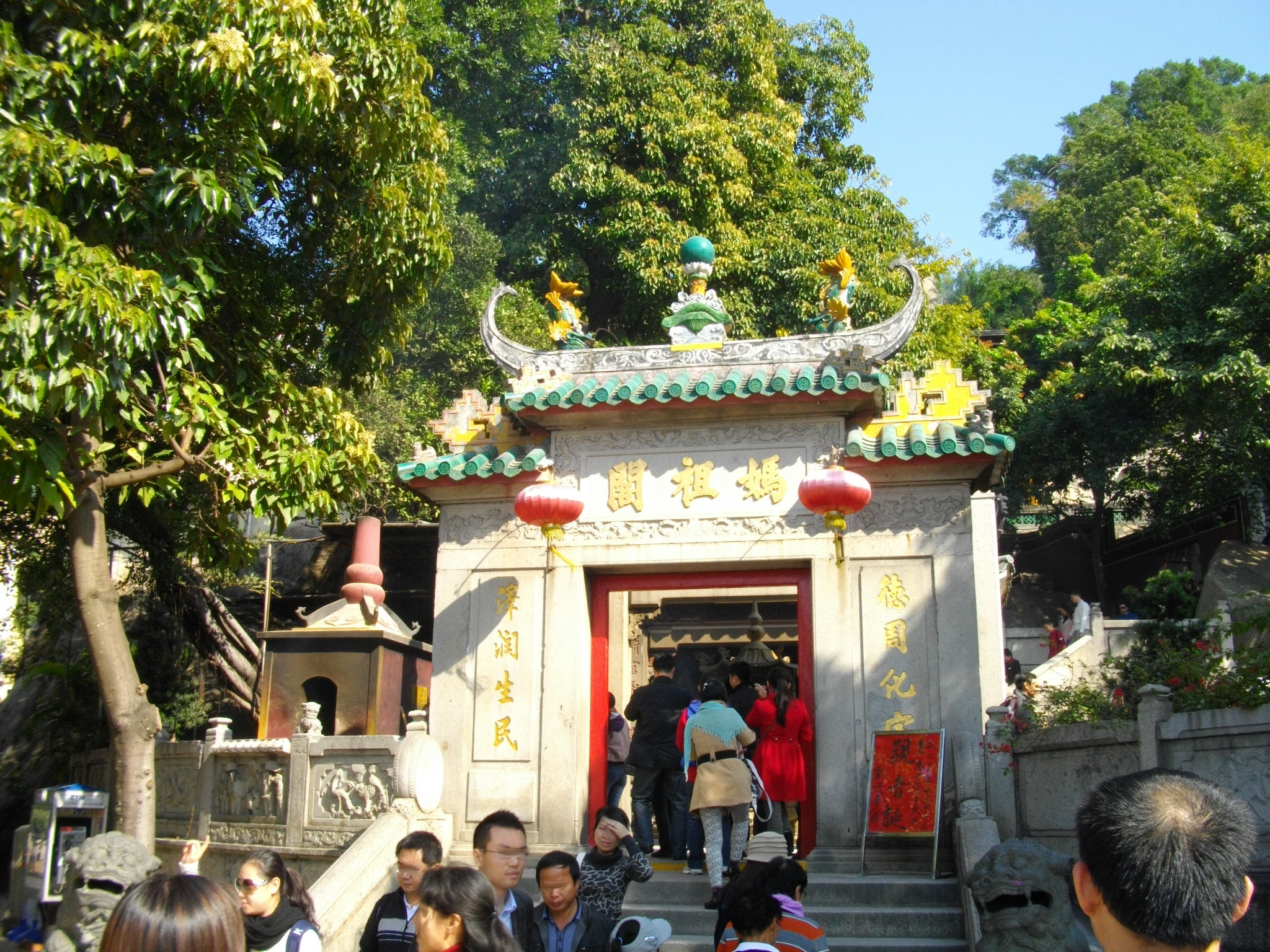
Храм А-Ма[англ.]
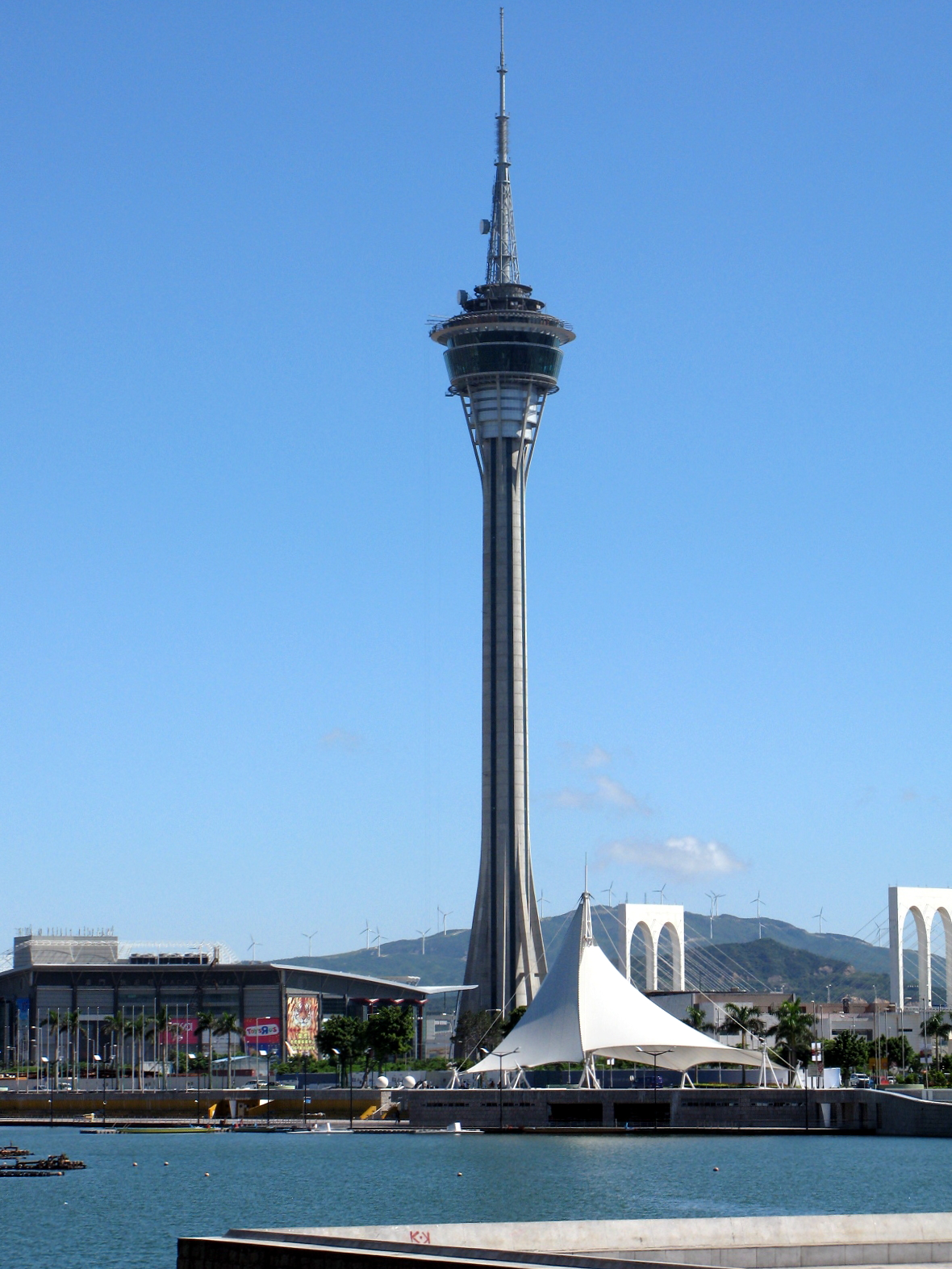
Башня Макао
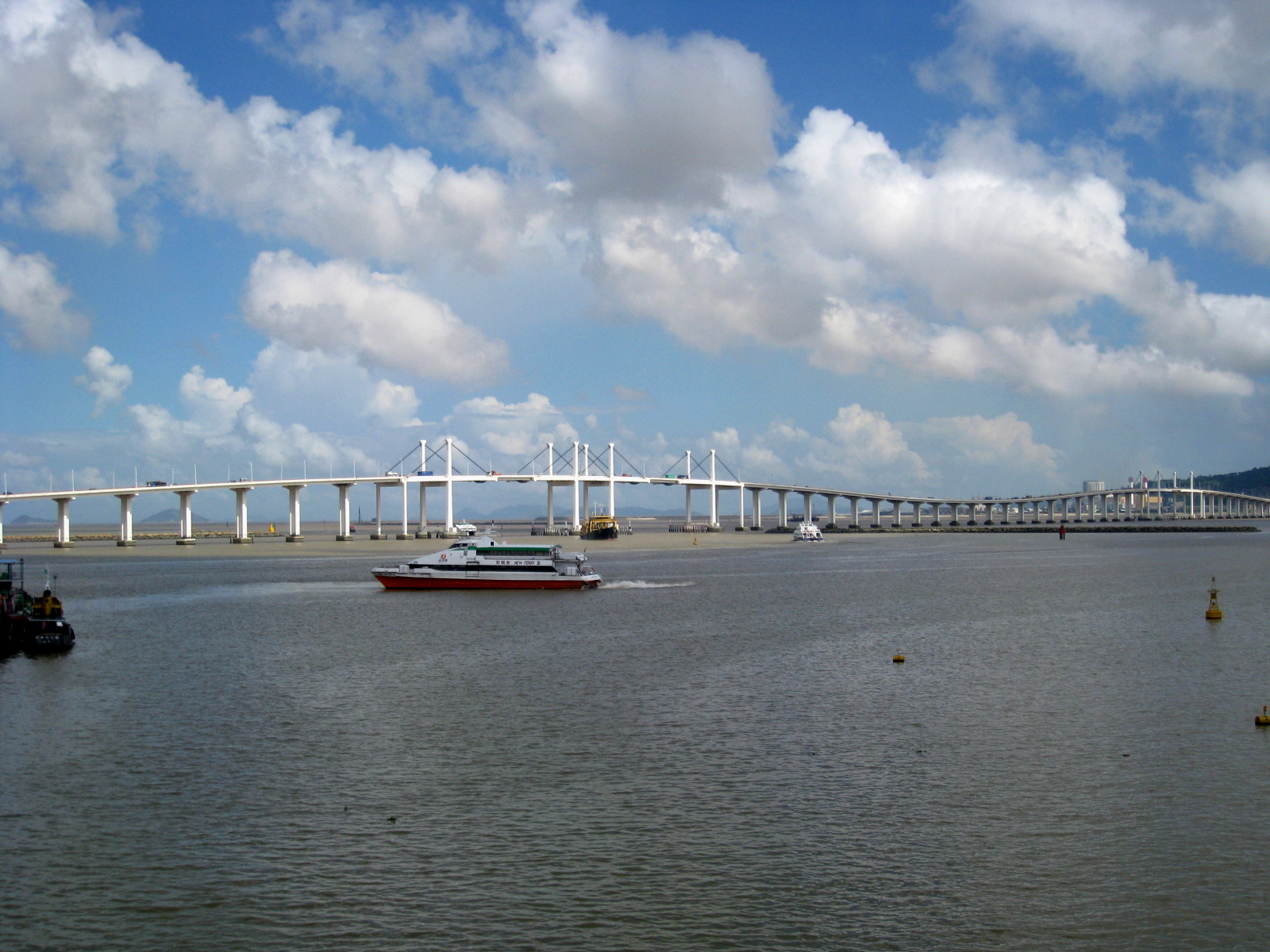
Мост Дружбы[англ.]

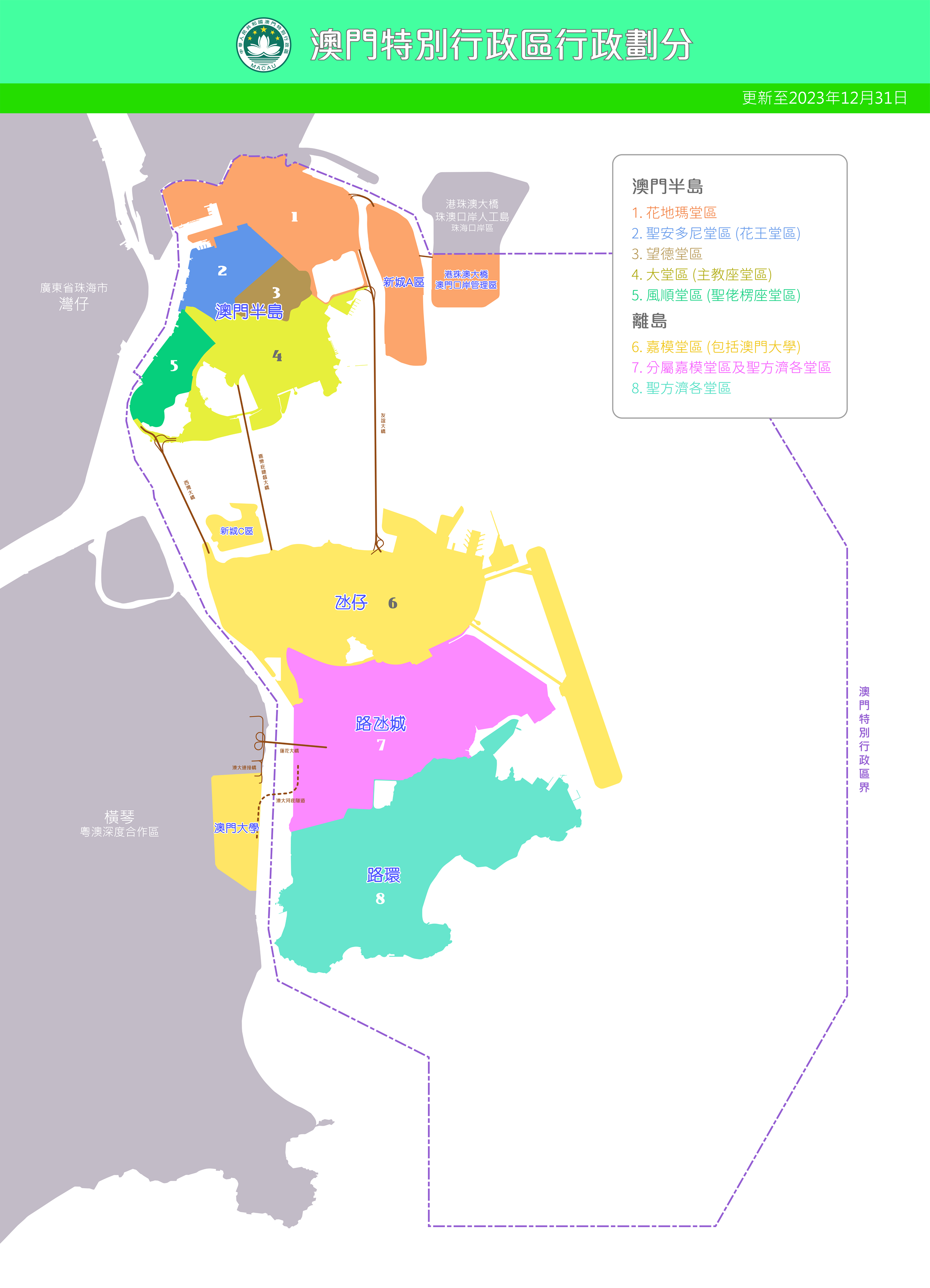
Полуостров Макао (вверху, с цифрами от 1 до 5) связан с островной часть Макао (внизу, с цифрами от 6 до 8) тремя длинными мостами.
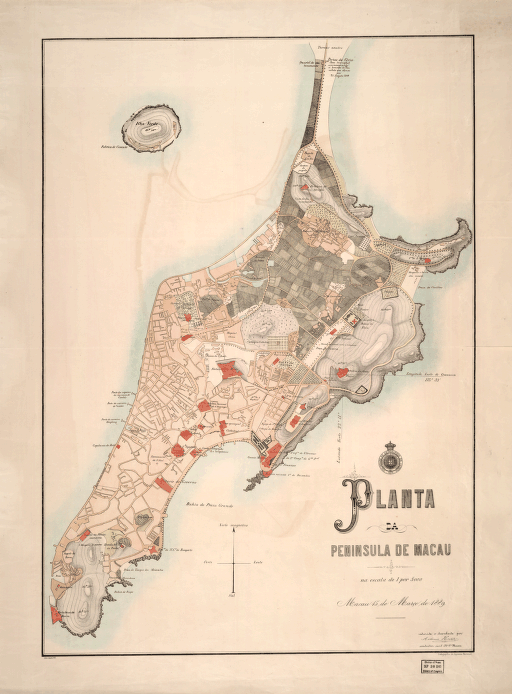
Полуостров Макао и остров Илья-Верде[порт.] на карте 1889 года
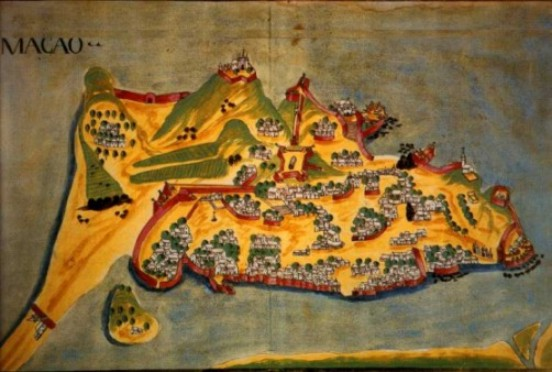
Полуостров (тогда — остров) Макао на карте 1639 года
Площадь суши Макао непрерывно увеличивается